# Старофризька мова
Старофризька мова — західногерманська мова поширена між VIII та XVI століттям між Рейном та Везером на берегах Північного моря. Старофризька перейшла в середньофризьку, якою говорили з XVI до XIX століття.

## Поширення

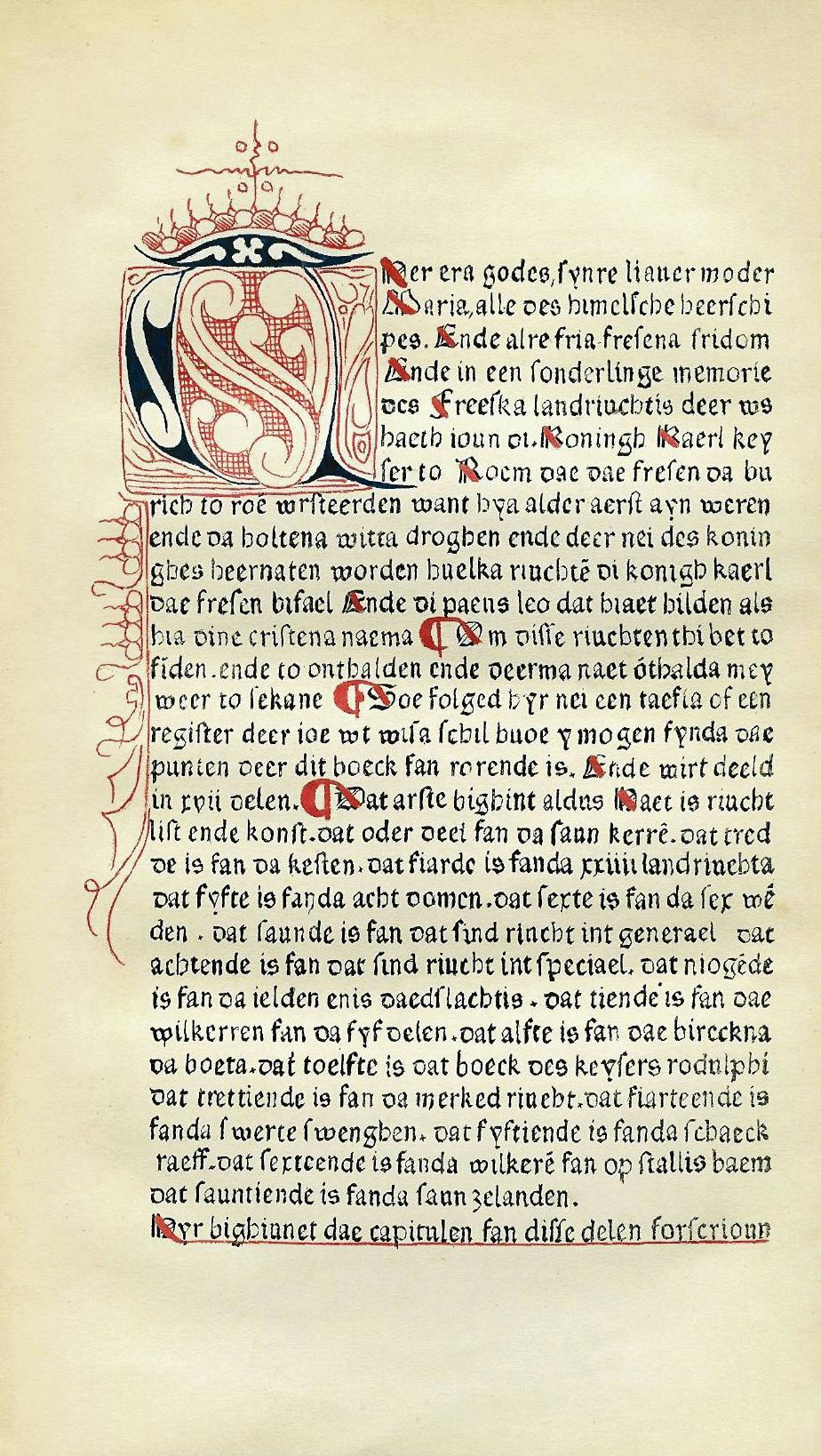
Freeska Landriucht, найстаріший друкований текст старофризькою мовою, 1485 рік.

Фризькі поселенці на узбережжі південної Ютландії (сьогодні північна Фрисландія) також говорили старофризькою, але текстів, які б походили звідти, не знайдено. Мова ранніх мешканців регіону між Зейдерзе та річкою Емс визначається лише за кількома іменами та топонімами.
У ранньому середньовіччі фризи проживали на території від околиць Брюгге (теперішня Бельгія) до річки Везер на півночі Німеччини. В той час старофризька мова була поширена вздовж усього південного узбережжя Північного моря. Цей регіон називають Великою Фризією (Frisia Magna), крім того було багато територій, де компактно проживали фризи. Однак станом на 1300 рік їх територія була посунута назад до Зейдерзе (зараз Ейсселмер), на узбережжі фризька мова вижила лише як субстратна.
Люди, які проживали в теперішніх північній Німеччині та Данії і потім протягом 4 століть селилися в Англії, прийшли з тих самих земель і говорили приблизно тією ж мовою, що і люди, які проживали у Фризії (так називають середньовічну Фрисландію, щоб відрізнити її від теперішнього регіону з такою ж назвою). Цим і пояснюється близькість старофризької та староанглійської мов, які об'єднують в підгрупу англо-фризьких мов германської мовної групи.

## Фонетика
- Старофризька мова фонологічно нагадує староанглійську. Зокрема палаталізацію задньоязикового приголосного можна також знайти в староанглійській мові. Наприклад, у той час як тісно пов'язані з ними старонижньонімецька та старонідерландська мови зберегли задньоязиковий приголосний в слові dag (день), в старофризькій — dei, а в староанглійській — dæġ [dæj].
- Перед голосними германська /k/ змінилась на звук /tʃ/. Старофризька — tzirke (церква) або tzerke, староанглійська — ċiriċe [tʃiritʃe], у той час як в старонижньонімецькій та старонідерландській мовах залишився непаталізований звук /k/ kirika.
- В ненаголошених складах o переходить в a та і в е, як в староанглійській.
- Старі прагерманські дифтонги *ai та *au стали ē/ā та ā відповідно.

## Граматика
Старофризька зберегла відмінки — називний, родовий, давальний та знахідний.
Відмінювання на прикладі іменника dei (день)
| Відмінок             | Однина   | Множина     |
| -------------------- | -------- | ----------- |
| 1 Називний відмінок  | dei/dî   | degar       |
| 2 Родовий відмінок   | deis/dîs | dega        |
| 3 Давальний відмінок | dei/dî   | degum/degem |
| 4 Знахідний відмінок | dei/dî   | degar       |

## Порівняння з іншими західногерманськими мовами
|         | Старофризька | Староанглійська | Старонідерландська | Давньоверхньонімецька |
| жир     | fet          | fæt             | fat                | faz                   |
| чоловік | mon          | mon             | mon, man           | man                   |
| місяць  | monath       | monað           | monath, manuth     | manod                 |
| рада    | red          | ræd             | red, rad           | rat                   |
| інший   | othar        | oðer            | oðar               | andar                 |
| п'ять   | fif          | fif             | fif                | fimf                  |
| нас     | us           | us              | us                 | uns                   |
| відомий | kuth         | cuð             | kuð                | kund                  |
| церква  | tziurke      | ćiriće          | kirika             | kirihha               |
| місце   | ledza        | lećġan          | leggian            | legen                 |
| кінь    | hors         | hors            | hors, hros         | hros                  |

## Нащадки старофризької мови

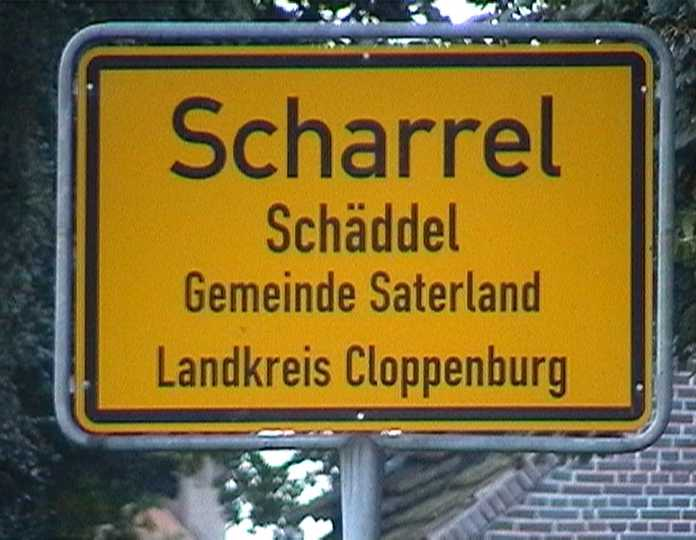
Двомовний знак з написами німецькою і затерландською фризькою мовами

Через відрізаність осередків фризької мови один від одного, розвинулось три її форми:
- Затерландська фризька мова — мова, якою розмовляють в німецькому місті Затерланді. Носіїв близько 2 тисяч.
- Північнофризька мова(freesk, frasch, fräisch, freesch) — мова, якою розмовляють в регіоні Північна Фризія. В північнофризькій мові існує 11 діалектів, котрі поділяються на континентальну — 2, та острівну групи — 9; розмовляють мовою близько 80 — 100 тисяч мовців, постійне знання — у вдвічі більшого числа людей, постійних носіїв — близько 50 тисяч, що складає третину населення регіону в Північній Фризії, на островах Амрум, Гельголанд, Зюльт, Фер, земля Шлезвіг-Гольштейн, повсякденно вживають північнофризьку мову 8-10 тисяч людей.
- Західнофризька мова — поширена у нідерландській провінції Фрисландія та прилеглих районах Гронінгену. У Фрисландії нею спілкуються 70 % мешканців. Мова складається з шісти діалектів, два з яких є вимираючими. Функціонує здебільшого в усному мовленні. Перебуває під захистом Європейської хартії регіональних мов. Носіїв — 467 тисяч.

З огляду на найвищу кількість носіїв, найуспішнішою на сьогодні є західнофризька мова.